# 台湾灰木
台湾灰木（学名：Symplocos formosana）为灰木科灰木属下的一个种。其种加词“formosana”意为“台湾的”。